# Condiție de posibilitate
Condiția de posibilitate (germană Bedingung der Möglichkeit) este un concept filozofic care-și are originea în sistemul idealist kantian. Immanuel Kant a introdus acest concept în paragraful 2 al lucrării sale Critica rațiunii pure (1781), în legătură cu explicarea spațiului ca o condiție de posibilitate a fenomenelor. El a fost preluat ulterior de toți filozofii influențați de gândirea kantiană (inclusiv pe linia fenomenologiei lui Edmund Husserl și Martin Heidegger) și transformat într-un adevărat „clișeu al jargonului filozofic”.

## Conținutul conceptului
O condiție de posibilitate este un cadru necesar apariției anumitor entități. Este des utilizată în contrast cu conceptul de cauzalitate unilaterală, sau chiar în opoziție cu noțiunea de interacțiune. Ca exemplu, poate fi considerat un cub construit de un artizan. Toate cuburile sunt tridimensionale. Dacă un obiect este tridimensional, atunci este un obiect extins. Dar extinderea este imposibilă fără spațiu. Astfel, spațiul este o condiție de posibilitate, o condiție necesară a posibilității existenței cuburilor. Trebuie reținut că nu spațiul a cauzat cubul, ci artizanul, iar spațiul și cubul sunt două entități distincte. Spațiul nu se regăsește implicit în definiția cubului.
Immanuel Kant a susținut că o cunoaștere despre realitate poate fi obținută doar pe baza a ceea ce ne este dat prin acțiunea obiectelor asupra organelor noastre de simț. Luând în considerare cele menționate de filozoful german în Critica rațiunii pure, matematica și partea pură a științelor naturii (mai precis fizica) nu puteau să ofere cunoaștere în sensul deplin al cuvântului. Ele erau pur și simplu condiții de posibilitate ale acestei cunoașteri. Judecățile matematice sunt considerate a priori, noi primim cunoaștere numai în ceea ce privește forma lor. Odată cu adăugarea intuițiilor empirice la conceptele pure ale intelectului, se naște acea cunoaștere numită experiență. Aceasta din urmă se naște din reunirea a ceea ce ne oferă sensibilitatea și intelectul. „A explica posibilitatea experienței, a cunoașterii cu valoare obiectivă, înseamnă a arată cum sunt gândite obiectele și apoi cum se realizează trecerea de la gândirea la cunoașterea lor”.
Noi nu putem să ne reprezentăm lucrurile fără spațiu și timp. Ele sunt simple condiții formale ale sensibilității noastre și premerg apariției reale a obiectelor, făcând posibilă această apariție. Sensibilitatea este acel ceva pe care se întemeiază posibilitatea fenomenelor externe. De exemplu, geometria este știința care determină sintetic a priori proprietățile spațiului. Mai precis, Kant dorește să spună că atunci când subiectul își imaginează un corp sau vede un corp în realitate, acesta este (deja) reprezentat în spațiu. Relațiile spațiale și temporale sunt universal necesare. Spre deosebire de acestea,  predicatele (culori, gust) care nu sunt condiții necesare sub care obiectul poate deveni pentru noi obiect al simțurilor sunt legate cu fenomenul numai ca efecte (adăugate contingent). Ele sunt întemeiate pe senzație, respectiv pe sentiment, ca efect al ei și depind de modificări ale subiectului nostru.
Condiția de posibilitate a cunoașterii unor legi universal necesare e constituită de legi ale unei naturi în genere, legi valabile pentru toate stările de lucruri posibile, independente de experiență. Concluzia la care ajunge Kant este accea că, între „experiența face posibilă aceste concepte” și „aceste concepte fac posibilă experiența”, cel mai probabil, a doua explicație rămâne alegerea bună, conceptele pure ale intelectului reprezentând „principiile posibilității oricărei experiențe în genere”.

## Interpretări ulterioare
Gilles Deleuze prezintă conceptul drept o dihotomie distinctă de relația clasică noumen/fenomen. De la Platon la Descartes, tot ce era filtrat de simțuri era considerat iluzioriu și denigrat. Odată cu Immanuel Kant are loc o tranziție în filozofie de la această dihotomie la dihotomia fenomen/condiție-de-apariție. Nu mai există nicio esență în spatele fenomenului. El devine un fapt brut, iar acum este necesară examinarea condițiilor de posibilitate a apariției acestuia. Kant va proceda astfel în „estetica transcendentală”, unde examinează condițiile necesare pentru o cunoaștere matematică sintetică a priori. Dar el reprezenta doar o tranziție, deci încă păstrează distincția fenomen/noumen, cel din urmă fiind declarat incognoscibil și ignorat.
Michel Foucault îi va da un sens istoric prin intermediul conceptului de episteme. 